# Justyna Kopecka
Justyna Kopecka (ur. 1975 w Warszawie) – polska graficzka i rytowniczka, projektantka druków zabezpieczonych. Córka grafika i rytownika Jana Macieja Kopeckiego.

## Życiorys
Absolwentka Państwowego Liceum Sztuk Plastycznych im. Wojciecha Gersona w Warszawie. Studiowała na Wydziale Grafiki Akademii Sztuk Pięknych w Warszawie. Dyplom w zakresie grafiki warsztatowej zdobyła w pracowni profesora Rafała Strenta. Aneks do dyplomu z ilustracji książkowej uzyskała w pracowni prof. Janusza Stannego.
Autorka grafik, giloszy oraz rytów banknotów i znaczków pocztowych. Projektantka banknotów, w tym pierwszego polskiego testowego banknotu polimerowego. Zatrudniona przez Polską Wytwórnię Papierów Wartościowych (PWPW).

## Wybrane prace

### Banknoty

#### Banknoty kolekcjonerskie
- Banknot upamiętniający 600-setną rocznicę urodzin Jana Długosza (2015), nominał: 20 zł, wymiary: 138 × 69 mm (autorka rytu rewersu)
- Banknot okolicznościowy „Ignacy Matuszewski” (2016), brak nominału, wymiary: 139 × 68 mm (projekt waloru, autorka rytów)
- banknot z okazji 300-lecia koronacji Obrazu Matki Bożej Jasnogórskiej (2017), nominał: 20 zł, wymiary: 150 × 77 mm (projekt waloru)
- Banknot kolekcjonerski z okazji 100-lecia powstania Polskiej Wytwórni Papierów Wartościowych (2019), nominał: 19 zł, wymiary: 150 × 77 mm (projekt waloru)
- Banknot kolekcjonerski Bitwa Warszawska 1920 (2020), nominał: 20 zł, wymiary 77 × 150 mm[3]
- Banknot kolekcjonerski Lech Kaczyński. Warto być Polakiem (2021), nominał: 20 zł, wymiary 150 × 77 mm[4]

#### Banknoty testowe
- PWPW Pszczoła Miodna 012 (2012), brak nominału, wymiary: 139 × 68 mm (projekt waloru, autorka rytów wespół z Krystianem Michalczukiem)
- PWPW Pszczoła Miodna 013 (2013), brak nominału, wymiary: 139 × 68 mm (projekt waloru, autorka rytów wespół z Krystianem Michalczukiem)
- PWPW 80. rocznica urodzin Krzysztofa Pendereckiego (2013), brak nominału, wymiary: 139 × 68 mm (projekt waloru)
- PWPW 90 „Demeter” (2014), brak nominału, wymiary: 150 × 75 mm (projekt waloru wespół z Krystianem Michalczukiem, wykonanie giloszy przedniej strony)
- PWPW 90 „Szachy” (2017), brak nominału, wymiary: 150 × 80 mm (projekt waloru wespół z Dariuszem Dąbrowskim i Pawłem Kosińskim)

#### Znaczki pocztowe
- Światowe Dni Młodzieży • Kraków 2016 (ryt. nr kat. 4683, blok 287), 2016